# Фурманова Олена Олександрівна
Фурманова Олена Олександрівна — український тележурналіст.
Народилася 1 грудня 1958 р. в Києві. Закінчила факультет режисури телебачення Київського державного інституту театрального мистецтва ім. І. Карпенка-Карого (1985). 
В 1994—1995 рр. була головним режисером Національної телекомпанії України. 
З 1995 р. — завідує редакцією видовищних програм. її курсова картина «Професія» отримала Приз глядацьких симпатій на фестивалі «Молодість» (Київ, 1984) і Приз глядацьких симпатій на фестивалі «Амірані» (1984, Тбілісі), а відеофільми «Спогади про Слов'янський базар» (1993) та «Слов'янський базар—94: хроніка обіймів та інтриг» удостоєні Головного призу «Золоте перо» Слов'янського базару (1995, м. Вітебськ).